# Petrykiwka
Petrykiwka (ukrainisch Петриківка; russisch Петриковка Petrikowka) ist eine Siedlung städtischen Typs in der Oblast Dnipropetrowsk in der Ukraine mit 3800 Einwohnern (2025).

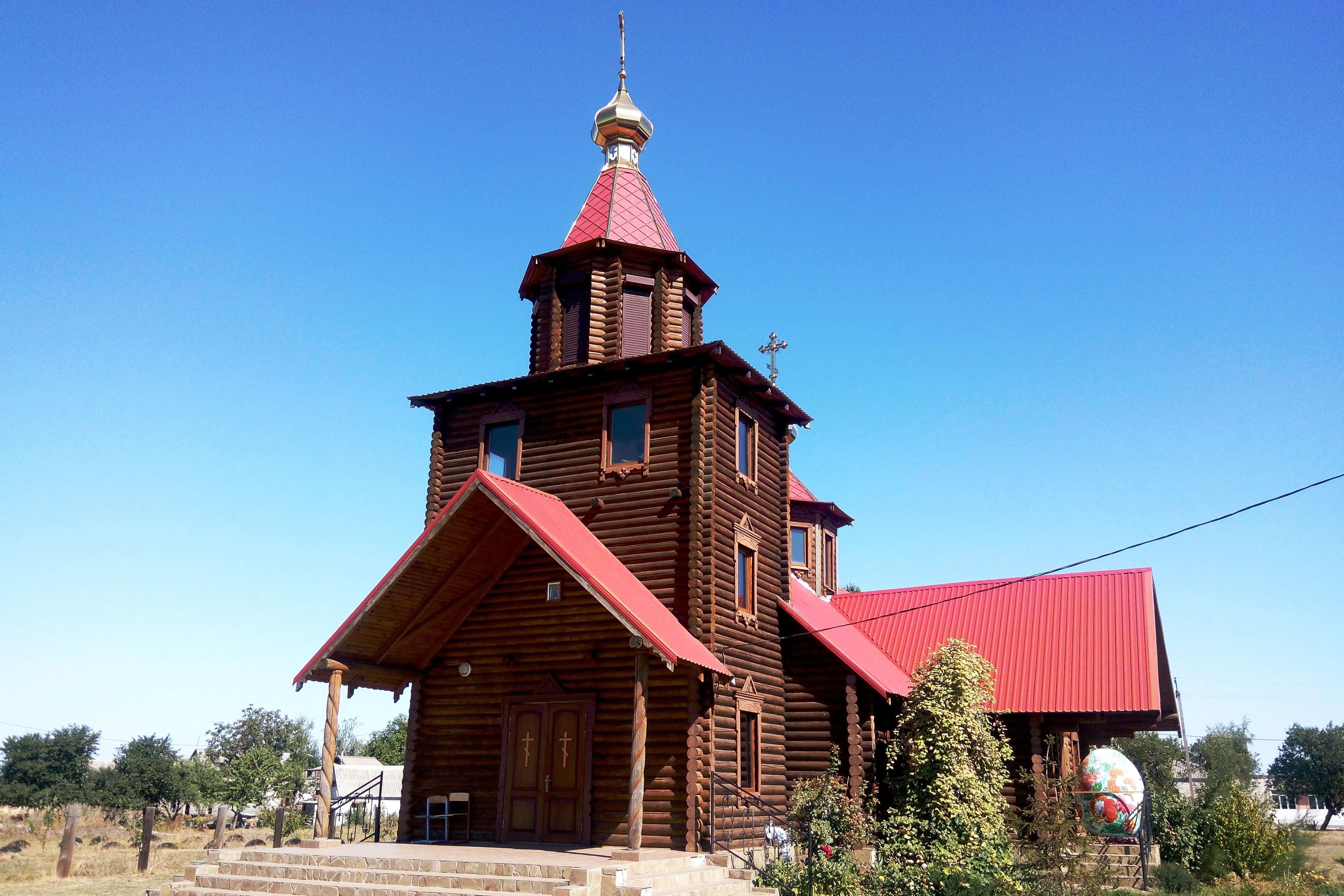
Kirche im Ort

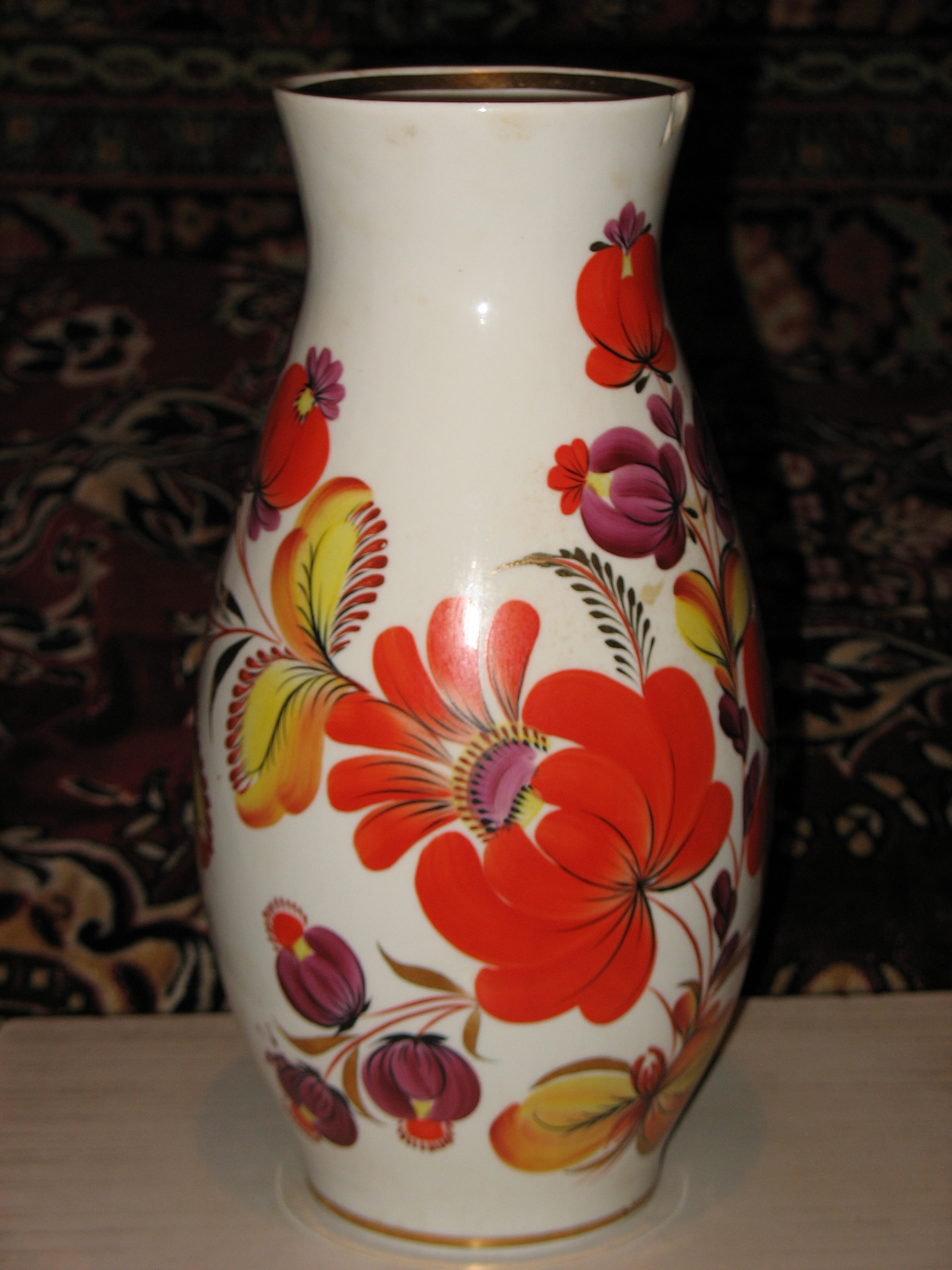
Malerei aus Petrykiwka

Petrykiwka ist als Zentrum von volkstümlicher Kunst und Tradition sowie eines originellen Stils der dekorativen Malerei berühmt, der als Petrykiwka-Malerei 2013 Einzug in die Repräsentative Liste des immateriellen Kulturerbes der Menschheit der UNESCO fand.

## Geographie
Der Ort war bis Juli 2020 das administrative Zentrum des Rajons Petrykiwka und befindet sich etwa 45 km nordöstlich des Oblastzentrums Dnipro und 25 km nördlich von Kamjanske. Das Dorf Lobojkiwka liegt 7 km südöstlich von Petrykiwka.

## Geschichte
Nach einer Legende wurde das Dorf durch den Kosaken Petryk, der seinen Schutz für die Leibeigenen aus mehreren Dörfern gab, gegründet. Die älteste urkundliche Erwähnung Petrykiwkas stammt aus dem Jahre 1772. Während der deutschen Besatzung im Zweiten Weltkrieg war Petrywka Hauptort des Kreisgebietes Petrikowka innerhalb des Reichskommissariat Ukraine. Das Dorf erhielt den Status einer Siedlung städtischen Typs im Jahre 1957.

## Verwaltungsgliederung
Am 20. April 2017 wurde die Siedlung zum Zentrum der neugegründeten Siedlungsgemeinde Petrykiwka (Петриківська селищна громада/Petrykiwska selyschtschna hromada). Zu dieser zählten auch die 4 Dörfer Chutirske, Kulischewe, Mala Perykiwka und Sotnyzke, bis dahin bildete sie zusammen mit den Dörfern Kulischewe, Mala Perykiwka und Sotnyzke die gleichnamige Siedlungsratsgemeinde Petrykiwka (Петриківська селищна рада/Petrykiwska selyschtschna rada) im Norden des Rajons Petrykiwka.
Am 12. Juni 2020 kamen noch die Siedlung städtischen Typs Kuryliwka sowie die weiteren 13 in der untenstehenden Tabelle aufgelisteten Dörfer zum Gemeindegebiet.
Am 17. Juli 2020 kam es im Zuge einer großen Rajonsreform zum Anschluss des Rajonsgebietes an den Rajon Dnipro.
Folgende Orte sind neben dem Hauptort Petrykiwka Teil der Gemeinde:
| Name                       | Name              | Name                                 |
| ukrainisch transkribiert   | ukrainisch        | russisch                             |
| -------------------------- | ----------------- | ------------------------------------ |
| Chutirske                  | Хутірське         | Хуторское (Chutorskoje)              |
| Hretschane                 | Гречане           | Гречаное (Gretschanoje)              |
| Iwaniwka                   | Іванівка          | Ивановка (Iwanowka)                  |
| Jelysawetiwka              | Єлизаветівка      | Елизаветовка (Jelisawetowka)         |
| Kleschniwka                | Клешнівка         | Клешнёвка (Kleschnjowka)             |
| Kulischewe                 | Кулішеве          | Кулишево (Kulischewo)                |
| Kulischi                   | Куліші            | Кулеши (Kuleschi)                    |
| Kuryliwka                  | Курилівка         | Куриловка (Kurilowka)                |
| Lobojkiwka                 | Лобойківка        | Лобойковка (Loboikowka)              |
| Mala Perykiwka             | Мала Периківка    | Малая Петриковка (Malaja Petrikowka) |
| Plaweschtschyna            | Плавещина         | Плавещина (Plaweschtschina)          |
| Radisne (bis 2016 Radselo) | Радісне (Радсело) | Радостное (Radostnoje)/Радсело       |
| Schulhiwka                 | Шульгівка         | Шульговка (Schulgowka)               |
| Sorotschyne                | Сорочине          | Сорочино (Sorotschino)               |
| Sotnyzke                   | Сотницьке         | Сотницкое (Sotnizkoje)               |
| Sudiwka                    | Судівка           | Судовка (Sudowka)                    |
| Tschaplynka                | Чаплинка          | Чаплинка (Tschaplinka)               |
| Uljaniwka                  | Улянівка          | Ульяновка (Uljanowka)                |

## Bevölkerung
| 1959  | 1970  | 1979  | 1989  | 2001  | 2017  |
| ----- | ----- | ----- | ----- | ----- | ----- |
| 7.717 | 4.913 | 5.143 | 5.269 | 5.085 | 4.704 |

Quelle:

## Persönlichkeiten
- Tetjana Pata (1884–1976), Künstlerin der Petrykiwka-Malerei
- Nadija Bilokin (1894–1981), Künstlerin der Petrykiwka-Malerei
- Fedir Panko (1924–2007), Künstler der Petrykiwka-Malerei